# Maria Pańczyk-Pozdziej

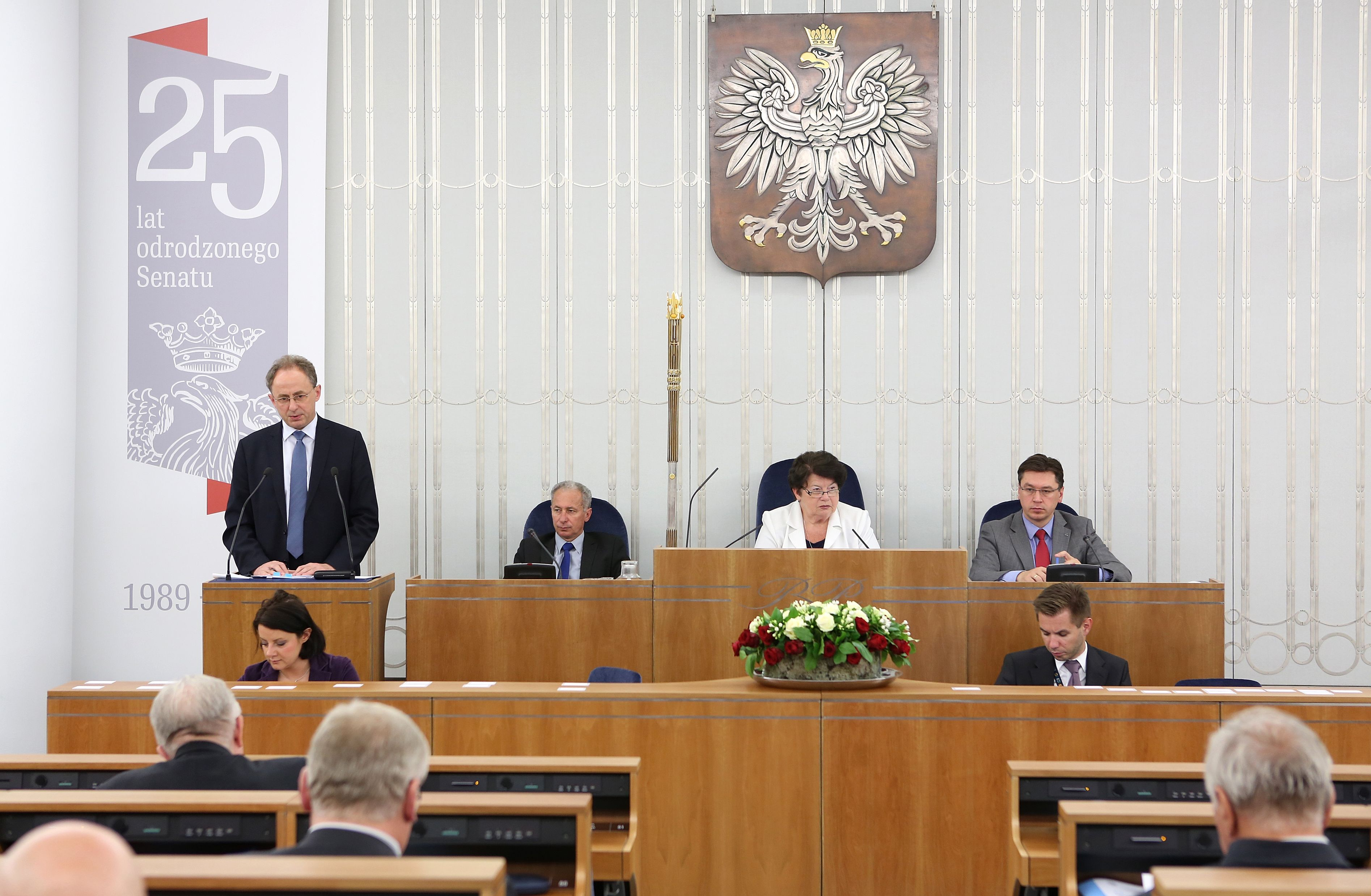
Maria Pańczyk-Pozdziej prowadząca obrady w czasie 57. posiedzenia Senatu VIII kadencji

Maria Pańczyk-Pozdziej (ur. 10 lipca 1942 w Tarnowskich Górach, zm. 12 maja 2022) – polska nauczycielka, dziennikarka, propagatorka kultury i gwary śląskiej, senator VI, VII, VIII i IX kadencji (2005–2019), wicemarszałek Senatu VIII kadencji (2011–2015).

## Życiorys
W 1968 ukończyła studia z zakresu filologii polskiej na Wydziale Filologiczno-Historycznym Wyższej Szkoły Pedagogicznej w Opolu. W latach 60. pracowała jako nauczycielka. W 1971 została dziennikarką Radia Katowice. Była inicjatorką konkursu „Po naszymu, czyli po śląsku” oraz autorką cyklu Sobota w Bytkowie.
W latach 2002–2005 była radną Sejmiku Województwa Śląskiego wybraną z listy Wspólnoty Samorządowej Województwa Śląskiego. W 2004 z ramienia Platformy Obywatelskiej w wyborach uzupełniających do Senatu w okręgu rybnickim przegrała z Klemensem Ścierskim, a w wyborach parlamentarnych w 2005 została wybrana na senatora VI kadencji w okręgu gliwickim. W wyborach w 2007 po raz drugi uzyskała mandat senatorski, otrzymując 147 115 głosów. W 2011 z powodzeniem ubiegała się o reelekcję, w nowym okręgu nr 70 dostała 81 206 głosów. 9 listopada 2011 powierzono jej funkcję wicemarszałka Senatu. W 2015 ponownie została wybrana na senatora (tym razem w okręgu nr 71), otrzymując 40 010 głosów. Nie wystartowała w kolejnych wyborach w 2019.
Została pochowana na cmentarzu św. Anny w Tarnowskich Górach.

## Odznaczenia i wyróżnienia
- Krzyż Kawalerski Orderu Odrodzenia Polski (2002)[6]
- Brązowy Medal „Zasłużony Kulturze Gloria Artis” (2007)[7]
- Nagroda im. Wojciecha Korfantego przyznana przez Związek Górnośląski (1995)[8]
- Złoty Mikrofon, nagroda Polskiego Radia przyznana za ukochanie ziemi śląskiej oraz upór w propagowaniu gwary i obyczaju tego regionu (2010)[9]
- tytuł „Ambasadora Polszczyzny Regionalnej” (2021)[10]

## Wyniki w wyborach ogólnopolskich
| Wybory | Komitet wyborczy    | Komitet wyborczy      | Organ            | Okręg            | Wynik         |
| ------ | ------------------- | --------------------- | ---------------- | ---------------- | ------------- |
| 2004   |                     | Platforma Obywatelska | Senat V kadencji | nr 29            | 2787 (15,92%) |
| 2005   | Senat VI kadencji   | Platforma Obywatelska | nr 28            | 77 860 (33,61%)  |               |
| 2007   | Senat VII kadencji  | Platforma Obywatelska | nr 28            | 147 115 (44,49%) |               |
| 2011   | Senat VIII kadencji | Platforma Obywatelska | nr 70            | 81 206 (48,44%)  |               |
| 2015   | Senat IX kadencji   | Platforma Obywatelska | nr 71            | 40 010 (34,00%)  |               |